# Patrick Farkas
Patrick Farkas (Oberwart, 9 settembre 1992) è un calciatore austriaco, centrocampista dell'Oberwart.

## Carriera

### Club
Ha esordito nel 2008 con il Mattersburg.

### Nazionale
Nel 2011 viene convocato nell'Under-20 per prendere parte al campionato mondiale di calcio Under-20.

## Palmarès

### Club

#### Competizioni nazionali
- Erste Liga: 1

Mattersburg: 2014-2015
- Campionato austriaco: 4

Salisburgo: 2017-2018, 2018-2019, 2019-2020, 2020-2021
- Coppa d'Austria: 3

Salisburgo: 2018-2019, 2019-2020, 2020-2021